# Airbus Defence and Space
Airbus Defence and Space is de defensie- en ruimtevaartdivisie van het Europese consortium Airbus Group. De omzet op jaarbasis schommelt rond de 10 miljard euro. 
Het ontstond in januari 2014 bij een reorganisatie van de groep – die tot dan EADS heette – door het samentrekken van de toenmalige divisies Airbus Military, Astrium en Cassidian. Het bedrijf is wereldwijd actief en heeft veel vestigingen; vooral in Frankrijk en Duitsland, maar ook telkens twee in België en Nederland.

## Divisies
- Space Systems; de ruimtevaartdivisie. Deze bouwt onder meer de Ariane-raket en communicatie- en navigatiesatellieten.
- Military Air Systens; militaire vliegtuigen. Verantwoordelijk voor onder meer het A330 MRTT-tankvliegtuig, de A400M- en C295-transportvliegtuigen, het Eurofighter-gevechtsvliegtuig en verschillende onbemande vliegtuigen.
- Connected Intelligence; communicatie, inlichtingen en veiligheid. Ontwikkelt radar-, satelliet- en vliegtuigsystemen voor toezicht op land- en zeegrenzen en beveiligde communicatie. Ontwikkelt radarsystemen, optronica, avionica en systemen voor elektronische oorlogsvoering.

Verder heeft Airbus Defence and Space nog een aandelenbelang van 37,5% in MBDA, een joint venture met BAE Systems en Leonardo.